# Sainte-Nathalène
Sainte-Nathalène är en kommun i departementet Dordogne i regionen Nouvelle-Aquitaine i sydvästra Frankrike. Kommunen ligger i kantonen Sarlat-la-Canéda som tillhör arrondissementet Sarlat-la-Canéda. År 2022 hade Sainte-Nathalène 648 invånare.

## Befolkningsutveckling
Antalet invånare i kommunen Sainte-Nathalène
Referens:INSEE